# アーティストハウスホールディングス
株式会社アーティストハウスホールディングスは、東京都千代田区に本社をおき、（株）アーティストハウスエンターテイメント、（株）アーティストハウスインベストメントなどの子会社を持ち、多様なメディアにコンテンツ事業を展開する持株会社である。

## 沿革
- 1998年 - （株）アーティストハウスパブリッシャーズ設立。
- 2000年 - （株）アーティストハウス設立（持株会社、現アーティストハウスホールディングス）。
- 2004年 - 東京証券取引所マザーズに上場。
- 2005年 - （株）翔年社設立。商号を（株）アーティストハウスホールディングスに変更。
- 2006年 - （株）アーティストハウスエンターテイメント設立。
- 2009年 - 上場廃止。

## グループ企業
- 株式会社アーティストハウスエンターテイメント - 日本国内及び欧州からの映像コンテンツ・版権事業
- 株式会社アーティストハウスインベストメント - 金融投資事業

### かつてグループ企業だった会社
- 株式会社アーティストハウスパブリッシャーズ - 書籍出版事業
- 株式会社BBMC - 音楽関連事業（音楽配信、音楽コンテンツ事業）
- 株式会社アーティストハウスフィルム - ビデオ・DVD販売 映像コンテンツ事業
- 株式会社翔年社 - シニア向け書籍・映像事業
- 株式会社ジーワン - テレビ番組制作・CM企画製作コンテンツ事業
- 株式会社ミュージックランド - 楽器販売
- Antiqurm S.A, USA - 高級腕時計のオークション
- 株式会社AHS（旧：アーティストハウス・ソリューションズ）- PCソフトウェア開発・販売事業

## 経営状況
経営状況はかなり厳しい。継続企業の前提に疑義の注記が継続。
2007年2月19日付IRによると現経営陣は前代表取締役社長（現取締役:2007年3月時点）楠部孝と前専務取締役川畑譲に対して4億7200万円の損害賠償を請求する訴訟を東京地裁に提訴した旨のIRを発表をするが、問題はなかったとして2008年6月3日付で同訴訟に対する訴えの取り下げ書を東京地裁に提出。
たびたび転換社債型新株予約権付社債に関して行使価格調整すなわち行使価格の下方調整を行っており、株価が下落する大きな要因となっている。2007年7月31日、予定していた2007年3月期決算の発表を延期。
延期した決算発表の期限の予定は2007年8月14日午後5時までとしていたが、なぜか午後5時までには発表されず午後5時30分頃に発表と監査法人との間になんらかのやりとりがあったことをうかがわせる。
同日資本金および準備金の減少に関するIRを発表（すなわち減資。資本金を約21億2千万円減少、準備金を約18億1千万円減少、効力が生じる日は2007年10月1日）と発表。2006年8月31日付IRにても資本金約27億9千万の減少と準備金約52億8千万の減少の減資を発表（効力発生日2006年10月2日）した過去があり、資金繰りに関してかなり厳しい経営環境がうかがえる。
また2007年8月14日付IRの2007年5月期決算短信の4Pの記述には「コンテンツ事業は人的資源が重要な事業であるにもかかわらず当社グループの映像、音楽、出版全ての事業において当該資源が欠如しており」とまで書いてあり「2007年5月期をもって当社グループはコンテンツ事業から撤退する」と発表。
現金及び現金同等物の期末残高（連結）は2006年5月期 約21億2千万円、2007年5月期 約8億8千5百万円と減少している。今後は流通事業の楽器小売業の（株）ミュージックランドを中心に安定した経営を目指すと発表（2007年8月14日付）。
2008年4月28日のIRでは一部のインターネットサイトの報道（増資払込金8億円について）を事実無根と否定。
2007年8月28日アスカ監査法人より監査意見を表明しない旨の監査報告書を受領したことを発表。翌日8月29日に株主総会（一部の議題について9月下旬に総会を継続）また有価証券報告書を期限までに提出できる見込みがないため、東京証券取引所は2007年9月1日付にて3716アーティストハウスホールディングスの銘柄を監理ポストに割当となった。2007年9月29日付けで監理ポスト解除となる。2007年10月4日付けで監査法人は変更となっている。2008年4月28日付けで監査法人ウィングパートナーズから監査の辞任・監査契約の解除の通知があった。
2008年5月9日のIRにて高級時計オークション事業のAntiquorum S.Aを1000万円で香港の投資会社に売却と発表。このAntiquorumグループの買収には30億円程度かけて買収したとされている。
2009年2月27日付で東京証券取引所により監理ポスト（監理銘柄 確認中）に指定される。これは同日付で子会社ミュージックランドを売却したことによる。
2009年3月27日、4月28日付での上場廃止が決定する。子会社のミュージックランドなど複数の子会社の売却は事業活動の停止にあたると判断したため。